# Place Raoul-Follereau
Place Raoul-Follereau är en öppen plats i Quartier de l'Hôpital-Saint-Louis i Paris tionde arrondissement. Platsen är uppkallad efter den franske journalisten och filantropen Raoul Follereau (1903–1977). Place Raoul-Follereau börjar vid Quai de Valmy 131 och slutar vid Avenue de Verdun och Rue du Terrage 1.

## Bilder
| - Place Raoul-Follereau. - Staty föreställande Raoul Follereau. - Place Raoul-Follereau. |

## Omgivningar
- Saint-Vincent-de-Paul
- Saint-Laurent
- Place Madeleine-Braun
- Square Madeleine-Tribolati
- Square de Verdun
- Passage Roland-Topor
- Jardin Villemin
- Impasse Boutron
- Rue Monseigneur-Rodhain

## Kommunikationer
- Tunnelbana – linje  – Château-Landon
- Busshållplats Verdun – Paris bussnät
- Busshållplats Canal Saint-Martin – Paris bussnät

### Webbkällor
- ”Place Raoul-Follereau”. Mairie de Paris. https://web.archive.org/web/20190905053158/http://www.v2asp.paris.fr/commun/v2asp/v2/nomenclature_voies/Voieactu/8050.nom.htm. Läst 23 januari 2023.
- ”Place Raoul-Follereau (10ème arrondissement)”. Les rues de Paris. https://web.archive.org/web/20190720224643/http://www.parisrues.com/rues10/paris-10-place-raoul-follereau.html. Läst 23 januari 2023.